# مدرس
المُدَرِّس أَو المُعَلِّمٌ هُو من يمتَلِك قَدْرَ مِن العِلم والمعرفَة ويَقُوم بِإِيصالِهَا (نقْلُهَا) إِلى الآخرِين، أو كمساعد وميسر للطلبة على اكتساب المعرفة أو الكفاءة أو الفضيلة، من خلال ممارسة التدريس.
يمكن لأي شخص أن يتولى دور المعلم بشكل غير رسمي (على سبيل المثال عند تعليم زميل كيفية أداء مهمة معينة). في بعض البلدان، قد يدرس الشباب في سن المدرسة في بيئة غير رسمية، مثال على ذلك في داخل الأسرة (التعليم المنزلي)، بدلًا من بيئة رسمية مثل المدرسة أو الكلية. قد تنطوي بعض المهن الأخرى على قدر كبير من التدريس (على سبيل المثال القسيس، والعاملون في عمل الشباب).
في معظم البلدان، يدرس الطلاب تعليمًا رسميًا، عادةً من قبل معلمين محترفين مدفوعي الأجر.

## الدور والواجبات
قد يختلف دور المعلم بين الثقافات.
قد يقدم المعلمون التعليم في القراءة والكتابة والحساب، أو الحرف اليدوية أو التدريب المهني، أو الفنون، أو الدين، أو التربية الوطنية، أو الأدوار المجتمعية، أو مهارات الحياة.
تتضمن مهام التدريس الرسمية إعداد الدروس وفقًا للمناهج المتفق عليها، وإعطاء الدروس، وتقييم تقدم التلاميذ.
قد تمتد واجبات المعلم المهنية إلى ما هو أبعد من التدريس الرسمي. خارج الفصل الدراسي، قد يرافق المعلمون الطلاب في الرحلات الميدانية، ويشرفون على قاعات الدراسة، ويساعدون في تنظيم وظائف المدرسة، ويعملون كمشرفين على الأنشطة اللامنهجية. كما أن لديهم واجبًا قانونيًا لحماية الطلاب من الأذى، مثل ما قد ينتج عن التنمر، أو التحرش الجنسي، أو العنصرية أو الإساءة. في بعض أنظمة التعليم، قد يكون المعلمون مسؤولين عن انضباط الطلاب.